# Wild Bill Hickok
'Wild Bill' Hickok, geboren als James Butler Hickok (Troy Grove (Illinois), 27 mei 1837 - Deadwood (South Dakota), 2 augustus 1876) is een persoonlijkheid uit het vroegere Wilde Westen met een legendarische reputatie.
Typische scènes uit Westerns zijn geïnspireerd op de verhalen over hem, zoals tweegevechten tussen revolverhelden op een marktplein en schietpartijen naar aanleiding van een potje poker. Zelf deed hij veel moeite om de legende rond zijn persoon te cultiveren.

## Leven
Hickok werd geboren in de staat Illinois. Zijn vader had een boerderij. Deze werd o.a. gebruikt als tussenstop voor de Underground Railroad. Dit was een smokkelnetwerk om ontsnapte slaven uit de zuidelijke staten naar het noorden te smokkelen, dat gerund werd door abolitionisten. Omdat deze boerderij verdedigd moest worden leerde James al vroeg met een wapen omgaan.
Vanaf 1855 ging hij aan het werk als bestuurder van een postkoets op de route van de Oregon Trail en de Santa Fe Trail. Toen zijn koets werd aangevallen door een grizzlybeer doodde hij het dier met een mes en op die manier werd het fundament gelegd voor zijn koelbloedige reputatie.
In 1857 verkreeg hij een stuk land in Lenexa. Hij zou er tegelijkertijd ook de functie van sheriff op zich nemen.
Vanaf 1861 was hij sheriff in de staat Nebraska. In hetzelfde jaar raakte hij vlak bij Endicott betrokken bij een schietpartij met de bende van David C. McCanles. Verschillende bendeleden werden gedood, maar Hickok overleefde 11 schotwonden.
Bij het uitbreken van de Amerikaanse Burgeroorlog kreeg hij de functie van verkenner (scout). Tijdens de oorlog raakte hij bevriend met Buffalo Bill. Na de oorlog zouden ze vrienden blijven. Samen zouden ze met twee anderen een tijd lang hun geld verdienen met de jacht op bizons.
Hickok zou nog in verscheidene andere steden de baan als sheriff op zich nemen. Een aantal schietpartijen zouden aan zijn legendevorming bijdragen:
- Op 21 juli 1865 schoot hij in Springfield (Missouri) Davis Tutt jr. dood tijdens een duel op het plein. Davis had geld geleend aan tegenspelers van Hickok tijdens het pokeren.
- Op 17 juli 1870 raakte hij in Hays (Kansas) betrokken bij een schietpartij met een groep losgeslagen soldaten.
- In Abilene (Kansas) probeerde hij John Wesley Hardin te arresteren. John wist echter te ontsnappen.
- In dezelfde stad werd Hickok op 5 oktober 1871 beschoten door bareigenaar Phil Coe. De twee hadden al een langlopende vete die begon toen Coe een stier met erectie op de muur van zijn saloon had geschilderd. Wild Bill had gedreigd om de saloon plat te branden maar liet de muurschildering verwijderen. Deze keer ging het conflict over de pokerwinst van Hickok. Hickok schoot terug maar doodde niet alleen Coe maar ook hulpsheriff Mike Williams. De reden was dat Hickok last begon te krijgen van groene staar.

Twee maanden later werd hij als sheriff vervangen.

## Latere leven

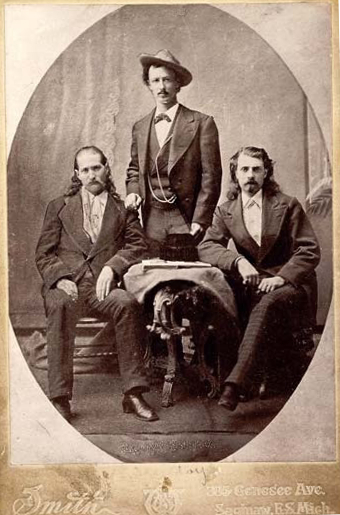
Wild Bill Hickok in 1873, samen met Buffalo Bill en Texas Jack Omohundro op tournee met hun show genaamd Scouts of the Plains.

In 1873 ging Wild Bill Hickok op tournee met Buffalo Bill en Texas Jack Omohundro om de verhalen van het Wilde Westen op het tournee te vertellen. Wild Bill was niet goed in acteren en hield er ook niet van. Al helemaal niet omdat hij op het podium moest spelen dat hij stierf. Hij verstopte zich vaak achter decorstukken en schoot ook een keer op de verlichting. Na een paar maanden hield hij er mee op.
In 1876 werd bij hem de diagnose groene staar gesteld. Zijn gezondheid ging achteruit en door het ontbreken van een inkomen werd hij een aantal maal opgepakt voor landloperij. In datzelfde jaar vestigde hij zich in Deadwood om geld te verdienen in de mijnbouw.

## Overlijden
Op 2 augustus 1876 werd hij in de saloon Nuttal & Mann's in Deadwood door Jack McCall tijdens het pokeren in zijn rug geschoten met een .45-kaliber revolver, waarbij McCall "Take that!" riep. Normaliter zat Hickok tijdens pokerwedstrijden in een hoek om te voorkomen dat hij in zijn rug geschoten kon worden, maar op die dag zat hij met zijn rug naar de deur. Hickok had eerder die dag McCall geld aangeboden om eten te kopen, omdat McCall de dag ervoor zijn geld met poker had verloren. De moord was waarschijnlijk een dronken reactie op dit aanbod, hoewel McCall een andere uitleg gaf: Wild Bill Hickok zou McCalls broer in Abilene hebben vermoord. Na zijn latere executie bleek dat McCall nooit een broer heeft gehad.
Hickok werd begraven op het Mount Moriah Cemetery. Calamity Jane, met wie hij wellicht een relatie had, stierf in 1903 en ligt naast hem.
Jack McCall werd in eerste instantie vrijgesproken tijdens een geïmproviseerde rechtszaak. Hij werd later alsnog gearresteerd, waarschijnlijk omdat hij te veel opschepte over zijn daad, en in Yankton (South Dakota) ter dood veroordeeld. Op 1 maart 1877 werd hij opgehangen.

## Trivia
- Nuttal & Mann's Saloon, waar Hickok werd doodgeschoten bestaat nog steeds. Ook de stoel waarop hij op dat moment zat staat er tentoongesteld.
- Volgens een legende speelde Hickok het spel Five Card Draw en had hij net twee zwarte azen en twee zwarte achten getrokken. Deze combinatie wordt sindsdien een Dead man's hand genoemd.
- Hickok werd in 1979 opgenomen in de Poker Hall of Fame.
- Hickok droeg gewoonlijk twee pistolen, een aan elke heup. Hij droeg deze pistolen achterstevoren. In sommige bronnen vind je dat hij als hij aangevallen werd, zijn linker pistool met zijn rechterhand trok en zijn rechter pistool met zijn linkerhand. Dit noemt men "cross drawing" (letterlijk kruis-trekken). De meeste bronnen spreken echter van een "reverse draw" of een "twist draw". Dit betekent dat hij wel degelijk zijn linkerpistool met zijn linkerhand trok en zijn rechter pistool met zijn rechterhand en dat hij de handpalmen buitenwaarts hield en tijdens het trekken met een draai (twist) van de polsen de handen terug in de normale positie bracht. In de tv-film 'Purgatory' is deze handeling in close-up te zien. In deze film vertolkt Sam Shepard de rol van Wild Bill.
- Wellicht hebben Calamity Jane en Wild Bill Hickok een relatie gehad en heeft ze zelfs een kind van hem gebaard. Het is de vraag of dit waar is. Ze hebben elkaar wel gekend maar Hickok zou haar ook geminacht hebben. Mogelijk is het verhaal van de relatie dan ook door haar verzonnen. De twee zijn wel naast elkaar begraven.
- In 1867 werd hij geïnterviewd door Henry Morton Stanley, de man die later David Livingstone zou terugvinden in de buurt van het Tanganyikameer.

## Wild Bill Hickok in fictie
Hickok komt voor in boeken en films over het Wilde Westen. In de televisieserie Deadwood, gebaseerd op het Deadwood van de jaren 1870, wordt zijn rol gespeeld door Keith Carradine.